# Recea (Brașov)
Recea è un comune della Romania di 3183 abitanti, ubicato nel distretto di Brașov, nella regione storica della Transilvania.
Il comune è formato dall'unione di 7 villaggi: Berivoi, Dejani, Gura Văii, Iași, Recea, Săsciori, Săvăstreni.